# Rico Rodriguez (actor)
Rico Rodriguez II (College Station, Texas, 31 de julio de 1998) es un actor estadounidense, de ascendencia mexicana, hermano menor de la también actriz Raini Rodriguez. Es conocido por su papel como Manny Delgado en la comedia Modern Family que se emitió durante once temporadas, de 2009 a 2020.

## Biografía
Nació en Bryan, Texas, hijo de Diane y Roy Rodríguez, propietarios de Rodriguez Tire Service. Sus hermanos son Ray y Roy Jr. y su hermana Raini Rodríguez, que es actriz. Es de ascendencia mexicana.
Debutó como protagonista de Los Tamales (2006), un corto cómico, escrito y dirigido por Salvador Paniagua, Jr. A partir de entonces realizó pequeños papeles en películas como Epic Movie (2007), Opposite Day (2009) o Los Muppets (2011). También ha realizado cameos en series de televisión como Urgencias (2007), Nip/Tuck, iCarly (2007), Me llamo Earl (2008), NCIS (2009) o Buena suerte, Charlie (2011). 
Desde 2009 mantiene un papel en la sitcom Modern Family donde da vida al niño colombiano Manny Delgado. Por ese papel, Rodríguez y el elenco de Modern Family fueron nominados ocho veces para el Premio del Sindicato de Actores de televisión a la Actuación Sobresaliente de un Conjunto en una Serie de Comedia, ganando cuatro veces.
En 2016, Rodríguez interpretó a un loro llamado Cuco en la película de animación El Americano: The Movie. Su director, Ricardo Arnaiz, se mostró muy satisfecho con el casting.
Rodríguez es fan de los Houston Rockets.
El 12 de marzo de 2017, el padre de Rodríguez, Roy, murió a los 52 años.

## Filmografía
| Año         | Título                                      | Personajes                             | Notas                                      |
| ----------- | ------------------------------------------- | -------------------------------------- | ------------------------------------------ |
| 2006 - 2007 | Jimmy Kimmel Live!                          | Ice cream kid prankster                | 10 episodios                               |
| 2007        | Cory in the House                           | Rico                                   | 2 episodios                                |
| 2007        | Til Death                                   | TBA                                    | 1 episodio                                 |
| 2007        | ER                                          | TBA                                    | 1 episodio                                 |
| 2007        | Nip/Tuck                                    | Niño N.º 1                             | 1 episodio                                 |
| 2007        | iCarly                                      | Niño caballo juguete para montar       | “iRue the Day”                             |
| 2008        | My Name Is Earl                             | Niño                                   | 1 episodio                                 |
| 2009        | NCIS                                        | Travis                                 | “Hide and Seek” (temporada 6, episodio 19) |
| 2009 - 2019 | Modern Family                               | Manny Delgado                          | Protagonista                               |
| 2010        | Plaza Sésamo                                | Él mismo                               | Presentador                                |
| 2011        | Kids Choice Awards                          | Él mismo                               | Presentador                                |
| 2011        | Kick Buttwski: Medio roble de riesgo        | TNA                                    | 1 episodio                                 |
| 2011        | ¡Buena suerte, Charlie!                     | Leo                                    | 1 episodio                                 |
| 2012        | R. L. Stine's The Haunting Hour: The Series | Chi                                    | “The Weeping Woman”                        |
| 2012        | MAD                                         | Norman / Costumed Boy / Linus van Pelt | 1 episodio                                 |
| 2013        | Kids Choice Awards                          | Él mismo                               | Coanfitrión con Nick Cannon                |
| 2015        | Austin & Ally                               | Estrella invitada                      | 1 episodio                                 |

## Premios y nominaciones
| Premios del Sindicato de Actores | Premios del Sindicato de Actores | Premios del Sindicato de Actores | Premios del Sindicato de Actores |
| Año                              | Categoría                        | Trabajo Nominado                 | Resultado                        |
| -------------------------------- | -------------------------------- | -------------------------------- | -------------------------------- |
| 2010                             | Mejor reparto - Serie de Comedia | Modern Family                    | Nominado                         |
| 2011                             | Mejor reparto - Serie de Comedia | Modern Family                    | Ganador                          |
| 2012                             | Mejor reparto - Serie de Comedia | Modern Family                    | Ganador                          |
| 2013                             | Mejor reparto - Serie de Comedia | Modern Family                    | Ganador                          |
| 2014                             | Mejor reparto - Serie de Comedia | Modern Family                    | Ganador                          |
| 2015                             | Mejor reparto - Serie de Comedia | Modern Family                    | Nominado                         |
| 2016                             | Mejor reparto - Serie de Comedia | Modern Family                    | Nominado                         |